# Jambu (genre)
Pour les articles homonymes, voir Jambu.
Genre
Jambu est un genre d'araignées mygalomorphes de la famille des Theraphosidae.

## Distribution
Les espèces de ce genre se rencontrent au Brésil et au Guyana.

## Liste des espèces
Selon World Spider Catalog (version 26, 13/07/2025) :
- Jambu butantan (Pérez-Miles, 1998)
- Jambu lesleyae (Gabriel, 2011)
- Jambu manoa Miglio, Perafán & Pérez-Miles, 2024
- Jambu paru Miglio, Perafán & Pérez-Miles, 2024
- Jambu yanomami Santos, Almeida, de Morais & Bertani, 2025

## Systématique et taxinomie
Ce genre a été décrit par Miglio, Perafán et Pérez-Miles en 2024 dans les Theraphosidae.

## Publication originale
- Miglio, Perafán & Pérez-Miles, 2024 : « Jambu, a new genus of tarantula from Brazil (Araneae, Theraphosidae, Theraphosinae). » European Journal of Taxonomy, vol. 930, p. 229-248 (texte intégral).